# 디지털 스레드
디지털 스레드(Digital thread)는 디지털 체인으로도 알려져 있으며, "설계, 평가 및 수명 주기 관리를 위한 디지털 도구 및 표현의 사용"으로 정의된다. 이는 제품 수명 주기 동안 관련된 모든 분산 제조 시스템에서 수집된 데이터를 연결하는 데이터 기반 아키텍처이다. 이 데이터는 제품의 수명 주기, 운송 또는 공급사슬의 어떤 부분에서도 올 수 있다. 디지털 스레드는 실시간 의사 결정, 데이터 수집 및 제품 반복을 위해 "제품 수명 주기 전반에 걸쳐 시스템 간의 데이터 및 정보 수집, 전송 및 공유를 가능하게 한다".
'디지털 스레드'라는 용어는 미 공군(USAF) 글로벌 과학 기술 비전 태스크 포스의 2013년 글로벌 호라이즌 보고서에서 처음 사용되었다. 디지털 스레드는 2018년 MIT의 싱(Singh)과 윌콕스(Willcox)가 "디지털 스레드를 이용한 엔지니어링(Engineering with a Digital Thread)"이라는 제목의 논문에서 더욱 정교하게 다루었다. 이 학술 논문에서 디지털 스레드라는 용어는 "제품 수명 주기 전반에서 생성된 정보를 연결하고, 특정 시점에 기업 제품의 주요 또는 권위 있는 데이터 및 통신 플랫폼이 될 것으로 예상되는 데이터 기반 아키텍처"로 정의된다.
디지털 스레드는 "데이터가 하나의 플랫폼으로 통합되어 모든 데이터를 원활하게 사용하고 쉽게 접근할 수 있도록 한다."

## 응용

### 디지털 트윈
아이다호 국립 연구소는 디지털 트윈을 "통합 및 연결된 데이터, 센서 및 계측, 인공지능, 온라인 모니터링이 하나의 응집력 있는 단위로 통합된 것"으로 설명한다.
이는 모델 기반 시스템 공학 (MBSE)의 핵심 역량이며, "물리적 개체의 디지털 복제본"으로 정의되는 디지털 트윈의 기반이다. 실제로 디지털 스레드는 2013년 글로벌 호라이즌 보고서에서 디지털 트윈과 관련하여 처음 설명되었다. 디지털 스레드는 디지털 트윈 개발에 사용될 데이터를 수집하는 수단이며, "일부에서는 [디지털 스레드가] 디지털 트윈 애플리케이션의 중추라고 주장한다". "디지털 스레드 플랫폼은 다양한 시스템에서 데이터를 캡처하고, 이를 표준화하며, 물리적 프로세스나 제품과 디지털 트윈 간의 원활한 연결을 제공할 수 있다". 디지털 스레드라는 용어는 또한 디지털 트윈이 물리적 자산을 구성하는 요구사항, 부품 및 제어 시스템으로 다시 추적될 수 있음을 설명하는 데 사용된다.
디지털 스레드와 디지털 트윈은 "자주 동의어로 이해되지만... 디지털 트윈은 물리적 대응물로부터의 실시간 데이터에 의존하기 때문에 같지 않다". "간단히 말해, 디지털 스레드는 프로세스를 설명하는 반면, 디지털 트윈은 기술을 상징한다". "디지털 트윈에 비해 디지털 스레드는 고충실도 시스템 모델 대신 데이터 상호 작용 및 처리를 설계하고 규제함으로써 의사 결정을 지원할 수 있다".
디지털 스레드는 다음 세 가지 주요 데이터 체인을 통해 수신 데이터를 균일하고 쉽게 접근할 수 있도록 보장함으로써 디지털 트윈을 가능하게 한다.
1. 제품 혁신 체인 - 제품 설계, 프로세스 및 설계 흐름이 디지털 스레드에 통합된다.[7]
2. 기업 가치 체인 - 공급업체 정보, 자재 데이터 및 제조 프로세스가 디지털 스레드에 통합된다.[7]
3. 현장 및 서비스 체인 - 유지 보수 설명서 및 부품 가용성이 디지털 스레드에 통합된다.[7]

디지털 트윈을 구현하면 페타바이트 단위의 데이터가 생성될 수 있으며, "매우 정교한 도구와 소프트웨어의 사용이 필수적"이다.

#### 도구

##### 딥링크스(DeepLynx)
"딥링크스(DeepLynx)는 시계열 데이터 지원이 가능한 온톨로지 데이터 웨어하우스이다". 이는 주로 존 대링턴(John Darrington)과 크리스토퍼 리터(Cristopher Ritter)가 모델 기반 시스템 엔지니어링(MBSE) 도구 통합 및 웨어하우징을 해결하기 위해 개발했으며, 디지털 트윈 지원을 가능하게 하도록 발전했다.

### 사물인터넷
디지털 스레드의 핵심 측면은 사물인터넷이며, 그 "사이버 물리 시스템, 센서 및 소위 스마트 장치"는 디지털 스레드에 필요한 데이터의 중요한 원천이다. "센서의 염원하는 전방위적 존재를 통해 방대한 양의 데이터를 수집하는 능력은 빅 데이터 분석, 인공지능, 클라우드 컴퓨팅과 같은 다른 핵심 기술의 출현을 더욱 촉진한다". "따라서 IoT 기술을 사용하여 수집된 데이터는 고급 시뮬레이션 모델의 기반을 구성하며, 이는 본질적으로 디지털 트윈 패러다임의 생명선이며, 따라서 더 넓은 디지털 스레드의 필수적인 부분이기도 하다".

### 스마트 제조
디지털 스레드와 함께 사용되는 빅 데이터 분석 및 인공지능은 스마트 제조 애플리케이션에서 점점 더 많이 요구된다. 빅 데이터 분석은 디지털 스레드를 통해 수집된 스마트 제조 프로세스의 "매우 가변적인" 데이터를 관리하기 위한 "필수 조건"이다. 인공지능은 이 데이터를 사용하여 "자율적으로 자체 개선되는 생산 프로세스[14]를 생성하고 조직의 의사 결정을 촉진"하도록 훈련될 수 있다. "디지털 스레드 패러다임은 방대한 양의 데이터 축적 및 처리를 유도할 뿐만 아니라, 이 두 기술이 제공하는 분석 결과에 의해 형성된다".